# 美坪站
美坪站（：／ Mipyeong yeok */?）曾經为韩国铁路全罗线上的一座鐵路站，位于全罗南道丽水市美坪洞，已于2011年废止。

## 历史
- 1930年12月25日，落成使用[1]。
- 2011年4月5日，停止使用[2]。